# Parawixia undulata
Parawixia undulata là một loài nhện trong họ Araneidae.
Loài này thuộc chi Parawixia. Parawixia undulata được Eugen von Keyserling miêu tả năm 1892.